# جبهه آزادی (لبنان)
جبهه آزادی (انگلیسی: Liberty Front) یک جنبش سیاسی لبنانی است که در آوریل ۲۰۰۷ توسط فؤاد ابوناضر و همراهانش در «القوات اللبنانیه» راه اندازی شده‌است، این جبهه تلاش برای ایجاد جنبش مستحکم تر آشتی در مسیحیان لبنانی دارد.

## بنیاد و سیاست
بعد از عقب‌نشینی سوری‌ها از لبنان، فؤاد ابوناضر فعالیت‌های علنی اش را با راه اندازی جبهه آزادی از سرگرفت. او این کار را بعد از کناره‌گیری از حزب کتائب به خاطر نارضایتی از سیاست‌هایش و با همکاری همقطاران سابقش در «القوات اللبنانیه» انجام داد.
جبهه آزادی از عناصر جدا شده حزب سوسیال دموکرات کتائب و همچنین اعضای سایر احزاب و جنبش‌های مسیحی تشکیل شده‌است. جبهه آزادی خود را یک حزب سوسیال دموکرات و مدافع حاکمیت ملی، استقلال و آزادی لبنان می‌داند. این جبهه، میراث «جبهه آزادی و انسان» (جبهة الحریة والإنسان) است که در سال ۱۹۷۵ توسط شارل مالک بنیان‌گذاری شد و بعدها به «جبهه لبنان» تبدیل گردید. این جبهه همچنین حاصل مقاومت احزاب عضو آن و رزمندگان جبنش است که در چارچوب «شورای فرماندهی نیروهای لبنان» از ۱۹۷۶ همکاری می‌کردند.
آنها که در سال ۱۹۸۰ در چارچوب «نیروهای لبنان» تحت رهبری بشیر جمیل متحد شدند، در سال‌های ۱۹۷۵ تا ۱۹۸۶ علیه سازمان‌های فلسطینی و ارتش سوریه می‌جنگیدند.

## وحدت مسیحیان
جبهه ملی به اتحاد مسیحیان فراخوان می‌دهد. این جبهه، گروه‌های مسیحی را که پیرو مسلمانان شده‌اند (مسیحیان سنی و مسیحیان شیعه) و به عنوان مهره‌های قدرت‌های خارجی عمل می‌کنند (مصر، ایران، سوریه، عربستان سعودی، ...) رد می‌کند و بر این باور است که مسیحیان باید نقش آشتی دهنده بین مسلمانان را ایفا کنند نه اینکه خود وارد بحث و جدل شوند.
این جبهه یکی از جملات شارل مالک را به عنوان شعار خود برگزیده است: «اتحاد لبنان از اتحاد مسیحیان است».
در اکتبر ۲۰۰۸ فؤاد ابوناضر به عنوان هماهنگ‌کننده عام جبهه آزادی، مجدداً انتخاب شد.